# Birobidżan (stacja kolejowa)
Birobidżan – stacja kolejowa w Birobidżanie, w Żydowskim Obwodzie Autonomicznym, w Rosji. Na stacji są 3 perony.